# Maiko Kano
Maiko Kano, född 15 juli 1988 i Mitaka, är en japansk volleybollspelare. 
Kano blev olympisk bronsmedaljör i volleyboll vid sommarspelen 2012 i London.